# Anorthosis Famagusta
Anorthosis Famagusta (řecky Ανόρθωσις Αμμοχώστου) je kyperský fotbalový klub z Larnaky (původně sídlil ve Famagustě, přesídlil kvůli kyperskému sporu). Byl založen roku 1911, letopočet založení je i v klubovém emblému, nad letopočtem se tyčí fénix.
V roce 1974 se klub musel v důsledku invaze Turecka na Kypr přestěhovat do Larnaky. Až roku 1986 začal hrát na svépomocí postavením stadionu Antonise Papadopoulose, který nese název po významném klubovém činovníkovi.
Příznivci Anorthosis Famagusty si říkají Maxhtec – bojovníci.
V sezóně 2007/08 získal 13. mistrovský titul aniž by v ligové sezóně prohrál. Neporazitelnost trvala přes 30 zápasů a zapsala se do historie světového fotbalu.
V sezóně 2008/09 dosáhl tým skupinové fáze v Lize mistrů UEFA, poté co vyřadil Pjunik Jerevan, Rapid Vídeň a Olympiakos Pireus. Stal se prvním kyperským klubem, kterému se postup do této fáze soutěže podařil.

## Hráči

### Významní hráči
- Temuri Ketsbaia (1992–1994, 2002–2007) – gruzínský reprezentační fotbalista a později trenér Anorthosis Famagusty (2004–2009, 2019–)
- Georgi Kinkladze (2004–2005) – gruzínský reprezentační fotbalista
- Hawar Mulla Mohammed (2008–2009) – irácký reprezentační fotbalista s více než 100 reprezentačními starty
- Sávio (2008–2009) – brazilský reprezentační fotbalista
- Traianos Dellas (2008–2010) – řecký reprezentační fotbalista
- Ioannis Okkas (1997–2000, 2009–2014) – kyperský reprezentační fotbalista s více než 100 reprezentačními starty

### Čeští hráči
- Josef Zadina (1985–1986)[4]
- Jan Rezek (2011–2013)
- Josef Hušbauer (2020–)

## Úspěchy
- kyperská liga A' katigoría (13×) – 1950, 1957, 1958, 1960, 1962, 1963, 1995, 1997, 1998, 1999, 2000, 2005, 2008[5]
- kyperský pohár (10×) – 1949, 1959, 1962, 1964, 1971, 1975, 1998, 2002, 2003, 2007[6]
- kyperský Superpohár (7×) – 1962, 1964, 1995, 1998, 1999, 2000, 2007[7]

## Účast v evropských pohárech
| Ročník  | Soutěž             | Kolo        | Klub              | Doma | Venku | Celkem |
| ------- | ------------------ | ----------- | ----------------- | ---- | ----- | ------ |
| 2010/11 | Evropská liga UEFA | 1. předkolo | Urartu Jerevan    | 3:0  | 1:0   | 4:0    |
| 2010/11 | Evropská liga UEFA | 2. předkolo | HNK Šibenik       | 0:2  | 3:0pp | 3:2    |
| 2010/11 | Evropská liga UEFA | 3. předkolo | Cercle Brugge     | 3:1  | 0:1   | 3:2    |
| 2010/11 | Evropská liga UEFA | 4. předkolo | CSKA Moskva       | 1:2  | 0:4   | 1:6    |
| 2011/12 | Evropská liga UEFA | 2. předkolo | FC Gagra          | 3:0  | 0:2   | 3:2    |
| 2011/12 | Evropská liga UEFA | 3. předkolo | Rabotnički Skopje | 0:2  | 2:1   | 2:3    |
| 2012/13 | Evropská liga UEFA | 2. předkolo | Levadia Tallinn   | 3:0  | 3:1   | 6:1    |
| 2012/13 | Evropská liga UEFA | 3. předkolo | FC Dila Gori      | 0:3  | 1:0   | 1:3    |
| 2020/21 | Evropská liga UEFA | 3. předkolo | FC Basel 1893     | 2:3  | 2:3   | 2:3    |

Aktuální k dubnu 2021 (ovšem nedokončeno – chybí výsledky z minulosti)
Zdroj: